# Baudeogi
Baudeogi (바우덕이) est une artiste coréenne spécialiste du jultagi qui a vécu de 1848 à 1870.
Née à Anseong sous le nom de Kim Am-deok, elle entre à cinq ans dans un namsadang, une troupe d'artistes itinérants. Elle se consacre à la danse des tambourins et au jultagi, un spectacle de funambule qui consiste à faire des acrobaties sur une corde, entrecoupé par des plaisanteries et des chants. Son talent lui permet de prendre la tête de cette troupe d'une centaine d'hommes dès l'âge de 15 ans et le namsadang d'Anseong devient un des meilleurs groupes du royaume de Joseon et reçoit en 1865 du régent Daewongun une grande récompense : l'anneau de jade. Cependant, Baudeogi meurt d'une maladie des poumons alors qu'elle n'a que 23 ans. Elle est une des rares femmes à avoir exercé cette discipline.

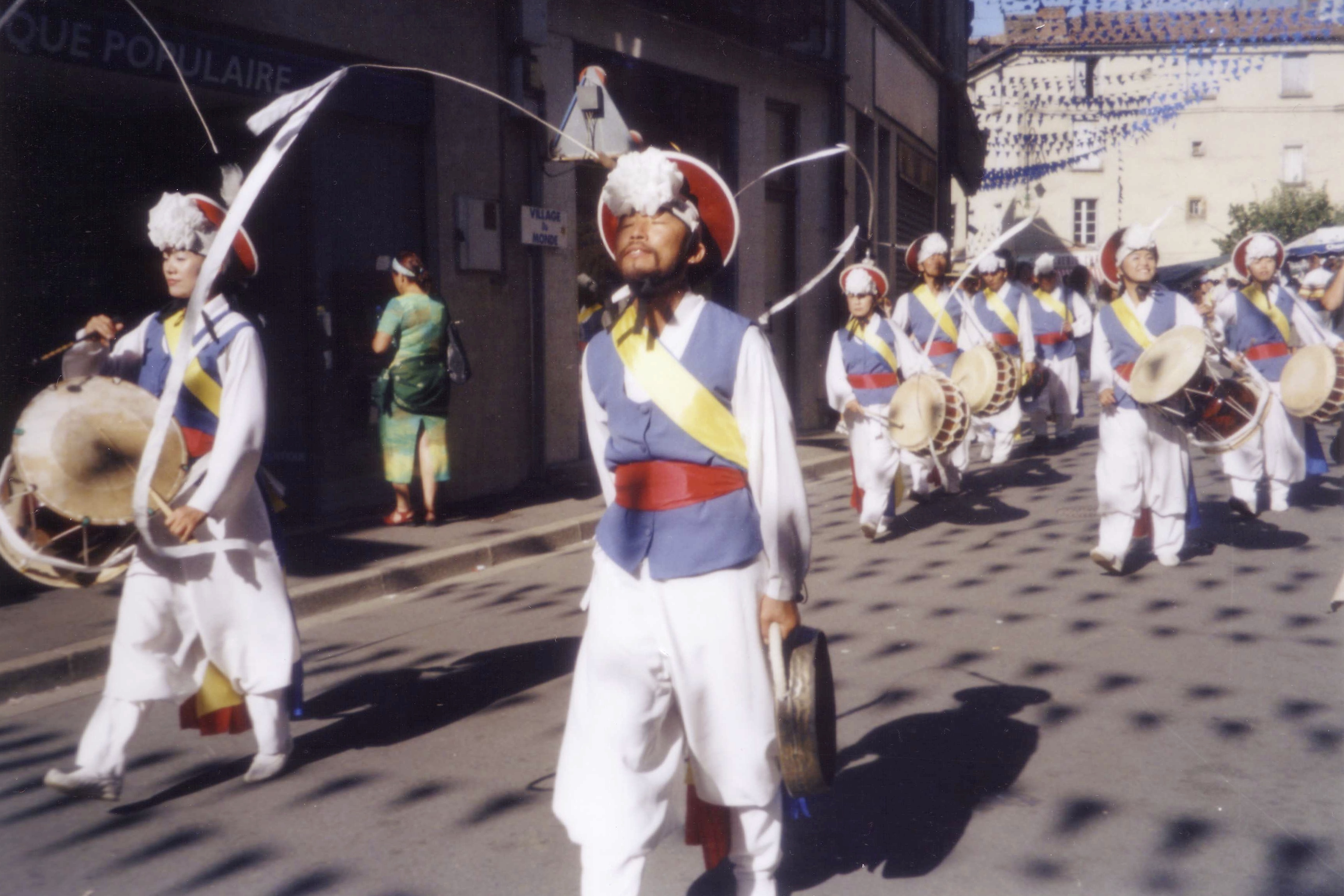
Le namsadang Baudeogi au festival de Confolens en 2005